# Yann Tiersen
Guillaume Yann Tiersen (* 23. června 1970) je avantgardní francouzský hudebník, v jehož tvorbě se velice často objevují melodie klavíru, akordeonu a houslí. Proslavil se zejména hudebním doprovodem k filmům jako je Amélie z Montmartru a Good Bye, Lenin!. Dne 19. března 2007 měl Yann Tiersen koncert v pražském Divadle Archa.

## Biografie
Tiersen se narodil ve Francii roku 1970. Absolvoval několik hudebních akademií (např. v Rennes, Nantes, a Boulogne). Na počátku osmdesátých let byl jako puberťák ovlivněn proto-punkovými The Stooges a post-punkovými kapelami jako Joy Division. Než začal vydávat pod svým vlastním jménem, nahrál pár hudebních kulis pro několik her a krátkých filmů jako La Vie Rêvée des Anges (1998, Erick Zonca), Alice et Martin (1998, André Téchiné), Qui Plume la Lune? (Christine Carrière, 1999).
Poté se trochu proslavil svým třetím albem Le Phare, ale pouze ve Francii. Jeho největším úspěchem byl zřejmě soundtrack Le fabuleux destin d'Amélie Poulain, který byl směsicí nových a už vydaných skladeb.

## Diskografie
- La Valse des Monstres (1995)
- Rue des Cascades (1996)
- Le Phare (1998)
- Tout est Calme (1999)
- Black Session (1999)
- Amélie Original Soundtrack (2001)
- L'Absente (2001)
- Good Bye Lenin! Original Soundtrack (2003)
- Yann Tiersen & Shannon Wright (2004)
- Les Retrouvailles (2005)
- On Tour (2006)
- Tabarly (2008)
- Dust Lane (2010)
- Skyline (2011)
- ∞ (2014)
- EUSA (2016)
- All (2019)
- Portrait (2019)
- Kerber (2021)
- 11 5 18 2 5 18 (2022)